# Ouanda Djallé
Ouanda Djallé è una subprefettura della Prefettura di Vakaga, nella Repubblica Centrafricana.